# Förklädesklänning

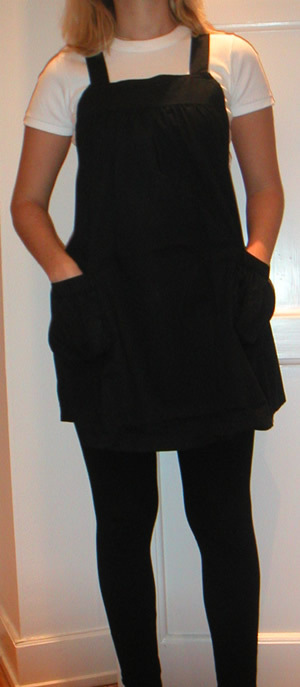
Kvinna i förklädesklänning

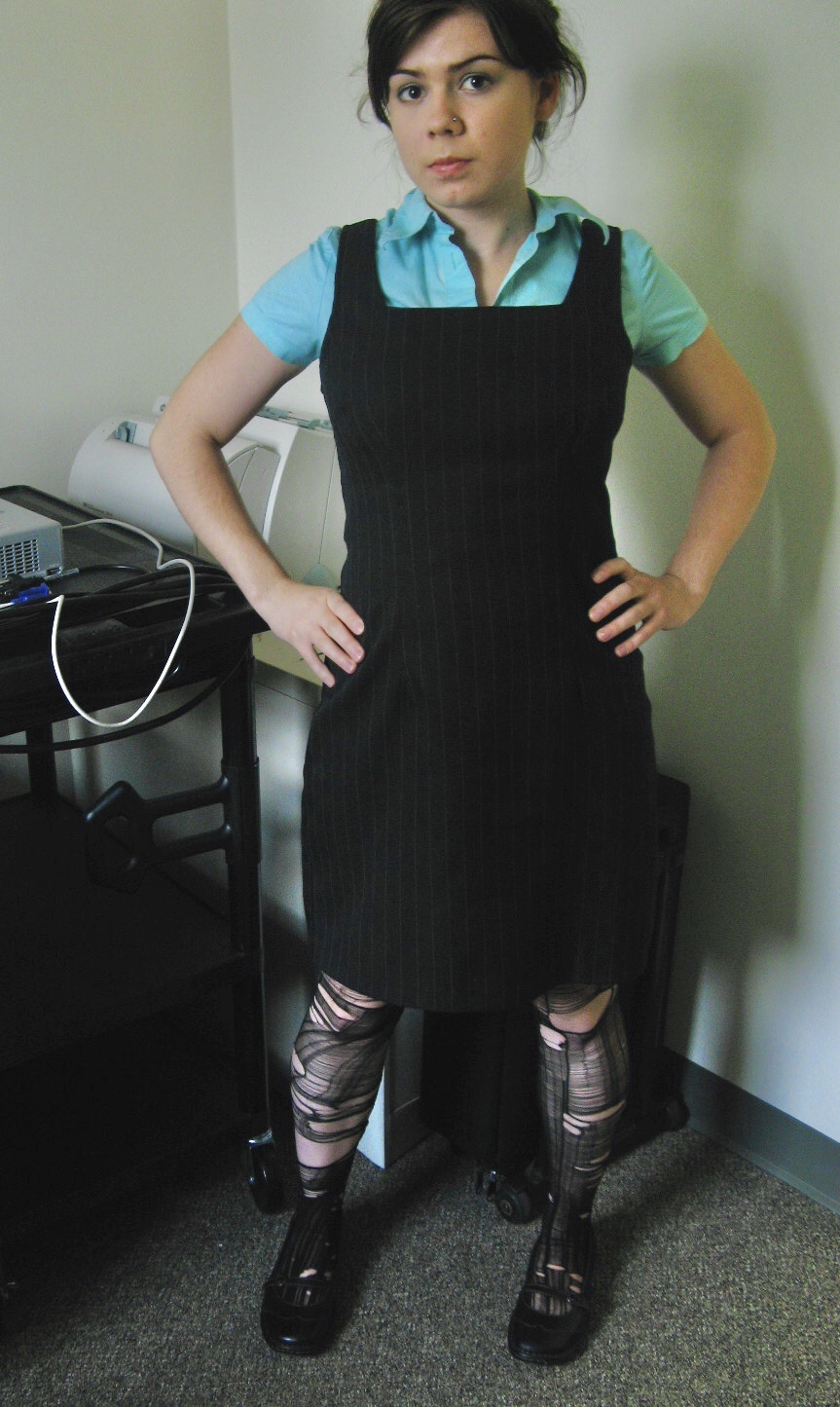
Svart förklädesklänning som bärs med blus.

Förklädesklänning är en ärmlös klänning avsedd att bäras över en topp, blus eller skjorta och som i sin design påminner något om ett förkläde.
Förklädesklänningen har de praktiska fördelarna att den kan varieras genom att kombinera med olika toppar samt att ett ärmlöst plagg inte behöver vara lika noggrant skuren för att passa väl. Sedan omkring 2005 har förklädesklänningen även varit ett mycket populärt modeplagg. Den har burits av många kändisar. H&M inkluderade en i Sverige uppmärksammad förklädesklänning i sin kollektion år 2007.
En madickenklänning är en typ av förklädesklänning. En hängselklänning påminner om en förklädesklänning.
På amerikansk engelska kallas en förklädesklänning jumper dress och på brittisk engelska för pinafore dress.